# Hachborn
Hachborn is een plaats in de Duitse gemeente Ebsdorfergrund, deelstaat Hessen, en telt 1100 inwoners.

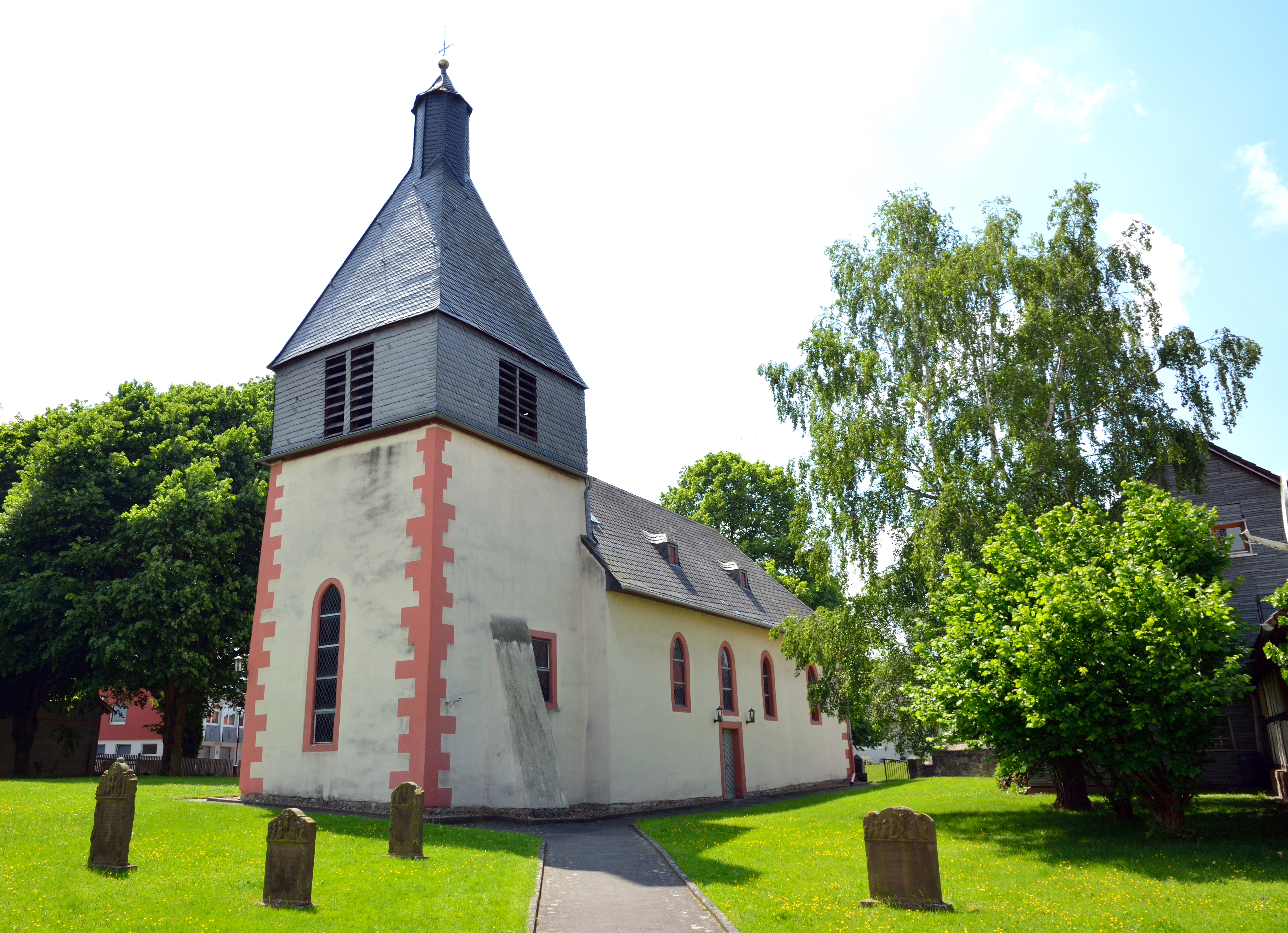
kerk